# Calephelis costaricicola
Calephelis costaricicola is een vlindersoort uit de familie van de prachtvlinders (Riodinidae), onderfamilie Riodininae.
Calephelis costaricicola werd in 1916 beschreven door Strand.